# Meromyza rara
Meromyza rara är en tvåvingeart som beskrevs av Lidia Ivanovna Fedoseeva 1971. Meromyza rara ingår i släktet Meromyza och familjen fritflugor.
Artens utbredningsområde är Montana. Inga underarter finns listade i Catalogue of Life.